# 빅토리아 트로트만스도르프
빅토리아 트로트만스도르프(Victoria Trauttmansdorff, 1960년 9월 8일 ~ )는 오스트리아의 배우이다.
빈에서 태어났다.

## 영화
- 사일런트 썸머 (2013년) - 바바라 역
- 한나 아렌트 (2012년) - 샬롯 베라드 역
- 프로미싱 더 문 (2011년)
- 얼라이브 앤 틱킹 (2011년)
- 맞수 (2007년)
- 저자세 (2005년)
- 유령 (2005년)